# František Běhounek

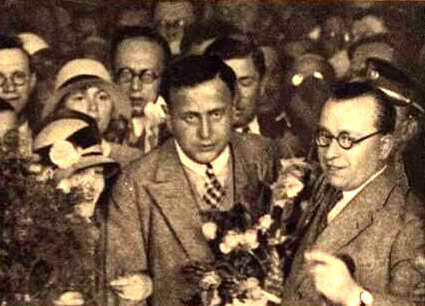
František Běhounek

František Běhounek ( pronunciación en checo: /ˈfrancɪʃɛk ˈbjɛɦounɛk/ ), nació el 28 de octubre de 1898 en Praga (República Checa) y murió el 11 de enero de 1973 en Karlovy Vary (República Checa). Fue un físico, radiólogo, explorador y escritor checoslovaco.

## Biografía
Běhounek estudió física y matemáticas en la Universidad Carolina de Praga, y más tarde estudió  radiología en Francia con Marie Curie. En los años veinte fue uno de los fundadores del Instituto Estatal de Radiología.
En 1926 participó en una expedición de Roald Amundsen al Polo Norte con el dirigible Norge. En 1928, siendo experto en rayos cósmicos, fue parte de la tripulación del dirigible Italia comandado por Umberto Nobile. Sobrevivió al accidente del dirigible y narró posteriormente la tragedia en su libro Trosečníci na kře ledové.
Trabajó en empresas industriales, instituciones médicas y universidades como científico. A partir de la década de 1950, estuvo involucrado en trabajos para la UNESCO .

## Homenajes
El asteroide (3278) Běhounek lleva su nombre.

## Obras
Běhounek publicó alrededor de 28 novelas tanto de divulgación científica como de ciencia ficción y escribió en numerosas publicaciones científicas.
- Boj o zeměkouli - novela de ciencia ficción (Praga, 1939)
- Svět nejmenších rozměrů (Praga, 1945)
- Případ profesora Hrona - novela de ciencia ficción (Praga, 1947)
- Swansonova výprava - novela de ciencia ficción (Praga, 1949)
- Tajemství polárního más . – novela de aventuras sobre una expedición al Polo Norte (Praga, 1942)
- Akce L - novela de ciencia ficción (1956)
- Robinsoni vesmíru - novela de ciencia ficción (1958)
- Tabor v lesse (Praga, 1960)
- Kletba zlata - cuentos (Praga, 1942)
- Fregata pluje kolem světa - novela de aventuras sobre la expedición SMS Novara imperial austríacaSMS Novara (Praga, 1969)
- Projekt Scavenger - novela de ciencia ficción (Praga, 1961)

## Apéndices

### Artículo relacionado
- Lista de autores de ciencia ficción